# Puchar USA 1996 w piłce nożnej
Puchar USA 1996 – czwarta edycja turnieju towarzyskiego o Puchar USA odbyła się w 1996 w Stanach Zjednoczonych.

## Uczestnicy
W turnieju uczestniczyły cztery drużyny :
- Boliwia
- Irlandia
- Meksyk
- Stany Zjednoczone

## Mecze
| 8 czerwca Dallas Stany Zjednoczone |  | Meksyk | 1 | - | 0 (0-0) | Boliwia |

| 9 czerwca Foxborough |  | Stany Zjednoczone | 2 | - | 1 (0-0) | Irlandia |

| 12 czerwca East Rutherford Stany Zjednoczone |  | Meksyk | 2 | - | 2 (1-1) | Irlandia |

| 12 czerwca Waszyngton |  | Stany Zjednoczone | 0 | - | 2 (0-1) | Boliwia |

| 15 czerwca East Rutherford Stany Zjednoczone |  | Irlandia | 3 | - | 0 (3-0) | Boliwia |

| 16 czerwca Pasadena |  | Stany Zjednoczone | 2 | - | 2 (1-1) | Meksyk |

### Tabela końcowa
| M | Reprezentacja     | L.m. | Zw. | Rem. | Por. | Bramki | R.br. | Pkt |
| 1 | Meksyk            | 3    | 1   | 2    | 0    | 5:4    | +1    | 5   |
| 2 | Irlandia          | 3    | 1   | 1    | 1    | 6:4    | +2    | 4   |
| 3 | Stany Zjednoczone | 3    | 1   | 1    | 1    | 4:5    | -1    | 4   |
| 4 | Boliwia           | 3    | 1   | 0    | 2    | 2:4    | -2    | 3   |

Zwycięzcą turnieju o Puchar USA 1996 został  Meksyk.